# Seyid Mirbabayev
Seyid Mirbabayev (en azéri : Seyid Mirtağı oğlu Mirbabayev, né en 1867 à Bakou et mort en 1953 à Téhéran) est un khananda (en) (chanteur de mugham) azerbaïdjanais de la fin du 19e et du début du 20e siècle, industriel pétrolier. Le prototype de Seyid Mirbabayev a été créé par le compositeur Djahanguir Djahanguirov dans l'opéra Le destin du chanteur (1978).

## Biographie
Seyid Mirtaghi oghlu Mirbabayev naît en 1867 dans une famille de pleureurs. Plus tard, il devient célèbre en tant que chanteur lors de rassemblements publics. Il joue un rôle important dans la vie musicale de Bakou jusqu'en 1910. Il participe aux entractes des représentations théâtrales et des concerts orientaux en tant que chanteur talentueux, et en 1906 il est invité par la compagnie Gramophone à enregistrer sa voix à Riga.
Le chanteur chante également lors de mariages. Lors d'un des mariages, Seyid Mirbabayev chante tellement bien qu'on promet de lui offrir un puits de pétrole dans un endroit appelé « Bala Choranlig ».

## Enrichissement
Bientôt, « Bala Choranlig » de Mirbabayev retire du pétrole de son puits, et le chanteur devient millionnaire.
Mirbabayev, représentant de l'industrie pétrolière et l'un des millionnaires, s'éloigne de la musique. Le riche chanteur a honte de son ancien métier, et à Varsovie, il achète ses disques de son au prix fort et les casse un à un. Il pense que son art porte atteinte à son statut de millionnaire actuel et réduit sa gloire.
Seyid Mirbabayev devient le propriétaire de la « Maison du Gouverneur » à Bakou et il la loue aux gouverneurs du gouvernorat de Bakou. Le bâtiment de la Compagnie pétrolière d'État d'Azerbaïdjan, situé à l'endroit connu sous le nom d'actuelle place « AzNeft » à Bakou, appartenait à Seyid Mirbabayev. Seyid Mirbabayev vit dans cette maison jusqu'en 1920.
En 1920, après l’opération de Bakou (Invasion soviétique de l'Azerbaïdjan), Seyid Mirbabayev s’installe en France. La fortune que Seyid emporte à Paris est épuisée en 1929. Un millionnaire en faillite rencontre Teymur Bey Achurbeyli à Paris. Voyant l'état grave de Mirbabayev, Teymur Bey l'emmène à Téhéran où il vit jusqu'à sa mort sous la protection d'Ashurbeyov.

## Réferences
1. ↑  Aydin Mammadov, ed. (2008). "Seyid Mirtaghı oghlu Mirbabayev". Encyclopedia of Mugham (en russe).
2. ↑  (az) « Seyid Mirbabayev Segah », sur youtube.com (consulté le 10 novembre 2024)
3. ↑  (az) « Təsadüfən varlanmış xanəndənin dilənçi gününə düşən taleyi », sur anl.az, 2012.- 26 may (consulté le 10 novembre 2024)